# Ахтельсбах
Ахтельсбах (нем. Achtelsbach) — община в Германии, районный центр, расположен в земле Рейнланд-Пфальц. 
Входит в состав района Биркенфельд. Подчиняется управлению Биркенфельд.  Население составляет 434 человека (на 31 декабря 2010 года). Занимает площадь 9,70 км².